# Bordușelu, Ialomița
Bordușelu este un sat în comuna Ciochina din județul Ialomița, Muntenia, România.
Cele două sate constituiau la sfârșitul secolului al XIX-lea nucleul comunei Bordușelele din plasa Ialomița-Balta a județului Ialomița, comună care avea, pe lângă satele Bordușelu Mic și Bordușelu Mare, și satele Orezu și Piersica, populația totală a comunei fiind de 1550 de locuitori. În comună funcționau trei biserici și trei școli primare mixte. În 1925, satele Bordușelu Mic și Bordușelu Mare au fost rebotezate Bordușelu de Jos și Bordușelu de Sus, iar comuna — Bordușelu. Ea făcea parte din plasa Căzănești a aceluiași județ și avea 2128 de locuitori. În 1931, satele Orezu și Piersica s-au separat și au format, temporar, comuna Orezu.
În 1950, comuna Bordușelu a trecut la raionul Slobozia al regiunii Ialomița și apoi (după 1952) al regiunii București. În 1968, comuna a revenit la județul Ialomița (reînființat), dar a fost imediat desființată, satele ei fiind transferate la comuna Ciochina. Tot atunci, satele Bordușanii de Jos și Bordușanii de Sus au fost comasate, rezultând actualul sat Bordușani.